# Juan Vicente Piqueras
Juan Vicente Piqueras Salinas (Los Duques, Requena; 17 de diciembre de 1960) es un poeta español. Además ha trabajado como locutor de radio, actor, guionista, traductor, subtitulador, profesor de español para extranjeros y jefe de estudios del Instituto Cervantes.

## Biografía
Nació en Los Duques de Requena, una aldea del interior de la provincia de Valencia que hoy cuenta con menos de 100 habitantes. Allí vivió hasta los 16 años. Se licenció en Filología Hispánica por la Universidad de Valencia. Fue fundador, director y locutor de Radio Requena en 1984.
Durante el curso 1985-1986 fue profesor de lengua española en el colegio francés Chatêau de Chamousseau en Villedieu sur Indre, cerca del río Loira. Allí escribió sus libros Castillos de Aquitania y La palabra cuando. Entre 1988 y 2007 vivió en Roma, donde fue profesor del Instituto Cervantes y trabajó como traductor, doblador y subtitulador de películas italianas al español. De 2007 a 2012 residió en Atenas donde fue Jefe de Estudios del Instituto Cervantes. Del 2012 al 2017 vivió en Argel, a partir de 2017 fue jefe de estudios en el Instituto Cervantes de Lisboa, y en 2019 se trasladó a Jordania. También es destacable su faceta de traductor.

## Premios
- Premio José Hierro, por La palabra cuando (1991)
- Premio Antonio Machado, por La latitud de los caballos (1999)
- Accésit Premio Ciudad de Melilla, por Adverbios de lugar (2003)
- Premio València, premio de la Crítica valenciana y premio del Festival Internacional de Medellín (Colombia), por Aldea (2006)
- Premio Jaén de poesía, por La hora de irse (2010)
- Premio Manuel Alcántara, por La habitación vacía (2012)
- Premio Fundación Loewe, por Atenas (2012)[1][3]
- Premio de Poesía Hermanos Argensola, por La habitación vacía (2022)
- Premio Nacional de Poesía Ciudad de Lucena Lara Cantizani, por Cerezas (2023)

## Obra
- «Tentativas de un héroe derrotado», en Cuadernos Hispanoamericanos, n.º 424 (1985)
- Castillos de Aquitania (Stella, Italia, 1987)
- La palabra cuando (Universidad Popular de San Sebastián de los Reyes, 1992)
- La latitud de los caballos (Hiperión, 1999)
- La edad del agua (Ayuntamiento de Lucena, 2004)
- Adverbios de lugar (Visor, 2004)
- Palme (Empirià, Italia, 2005)
- Aldea (Hiperión, 2006)[2]
- Palmeras (Diputación de Málaga, 2007)
- La hora de irse (Hiperión, 2011)
- Yo que tú (Manual de gramática y poesía) (Difusión, 2012)
- Atenas (Visor, 2012)[1][3]
- La ola tatuada (Ya lo dijo Casimiro Parker, 2015)
- Padre (Renacimiento, 2016)
- Miel caída (21ventiúnversos, 2016)
- Narciso y ecos (Fundación José Manuel Lara, 2017)
- Animales (Ayuntamiento de Lucena, 2017)
- Ascuas (Pepitas de calabaza, 2019)
- Qué hago yo aquí. Antología poética 1999-2017 (Renacimiento, 2019)
- La habitación vacía (Visor, 2022)
- Cerezas (Reino de Cordelia, 2023)

Traducciones
- Poesía completa de Tonino Guerra (Universidad Popular José Hierro, 2002)
- Una calle para mi nombre, de Izet Sarajlić (Ayuntamiento de Lucena, 2003)
- Cosecha de ángeles (antología), de Ana Blandiana (Juan de Mairena Editores, 2007)
- El hambre del cocinero, de Kostas Vrachnós (Juan de Mairena Editores, 2008)
- La miel, de Tonino Guerra (Ediciones La Palma, 2008)
- El huésped en el bosque, de Elisa Biagini (Juan de Mairena Editores, 2010)
- Encima del subsuelo, de Kostas Vrachnós (Point de Lunettes, 2014)
- Cobijarme en una palabra, de Cesare Zavattini (Bartleby Editores, 2016)